# Aquathlon ai Giochi del Mediterraneo sulla spiaggia
L'aquathlon è inserito nel programma dei Giochi del Mediterraneo sulla spiaggia sin dall'edizione inaugurale che si è svolta nel 2013, comprendendo una gara individuale maschile e un'analoga gara individuale femminile.

## Edizioni
| Giochi | Anno | Sede     | Gare          |
| ------ | ---- | -------- | ------------- |
| I      | 2015 | Pescara  | 2             |
| II     | 2019 | Patrasso | 2             |
| III    | 2023 | Patrasso | Non disputato |

## Medagliere complessivo
Aggiornato alla seconda edizione
| Pos.   | Paese      | Oro | Argento | Bronzo | Totale |
| ------ | ---------- | --- | ------- | ------ | ------ |
| 1      | Italia     | 2   | 1       | 1      | 4      |
| 2      | Spagna     | 2   | 1       | 0      | 1      |
| 3      | Portogallo | 0   | 2       | 0      | 2      |
| 5      | Cipro      | 0   | 0       | 1      | 1      |
| 5      | Francia    | 0   | 0       | 1      | 1      |
| 5      | Siria      | 0   | 0       | 1      | 1      |
| Totale | Totale     | 4   | 4       | 4      | 12     |